# Indy Lights 2020
De Indy Lights 2020 zou het vijfendertigste kampioenschap van de Indy Lights worden. Het seizoen zou uit 18 races bestaan: twee ovals, vier stratencircuits en twaalf wegraces. Regerend kampioen Oliver Askew was overgestapt naar de IndyCar Series en zal zijn titel niet verdedigen.
Nadat de openingsronden al waren afgelast vanwege de coronapandemie, werd op 31 mei 2020 bekend dat het seizoen niet door zou gaan en dat het Indy Lights-kampioenschap in 2021 zou terugkeren.

## Teams en rijders
De volgende teams en coureurs waren aangekondigd voordat het seizoen werd afgelast. Alle teams zouden met een Dallara-chassis en een AER-motor met 4 cilinders rijden. Cooper zou de banden voor alle teams leveren.
| Team                | Nr | Rijders             | Races |
| ------------------- | -- | ------------------- | ----- |
| Andretti Autosport  | 27 | Robert Megennis     |       |
| Andretti Autosport  | 28 | Kyle Kirkwood       |       |
| Andretti Autosport  | 48 | Tristan Charpentier |       |
| Andretti Autosport  | 68 | Danial Frost        |       |
| Belardi Auto Racing | 5  | Toby Sowery         |       |
| Belardi Auto Racing | 10 | Rasmus Lindh        |       |
| Exclusive Autosport | 90 | Nikita Lastochkin   |       |
| HMD Motorsports     | 11 | Antonio Serravalle  |       |
| HMD Motorsports     | 55 | Santiago Urrutia    |       |
| HMD Motorsports     | 79 | David Malukas       |       |

## Races
De volgende races waren aangekondigd voordat het seizoen werd afgelast.
| Race | Datum           | Racenaam    | Circuit                                     | Locatie            |
| ---- | --------------- | ----------- | ------------------------------------------- | ------------------ |
| 1    | 19-21 juni      | n.n.b.      | Road America                                | Elkhart Lake, WI   |
| 2    | 19-21 juni      | n.n.b.      | Road America                                | Elkhart Lake, WI   |
| 3    | 19-21 juni      | n.n.b.      | Road America                                | Elkhart Lake, WI   |
| 4    | 2-3 juli        | n.n.b.      | Indianapolis Motor Speedway (binnencircuit) | Speedway, IN       |
| 5    | 2-3 juli        | n.n.b.      | Indianapolis Motor Speedway (binnencircuit) | Speedway, IN       |
| 6    | 7-9 augustus    | n.n.b.      | Mid-Ohio Sports Car Course                  | Lexington, OH      |
| 7    | 7-9 augustus    | n.n.b.      | Mid-Ohio Sports Car Course                  | Lexington, OH      |
| 8    | 7-9 augustus    | n.n.b.      | Mid-Ohio Sports Car Course                  | Lexington, OH      |
| 9    | 21 augustus     | Freedom 100 | Indianapolis Motor Speedway (oval)          | Speedway, IN       |
| 10   | 29 augustus     | n.n.b.      | Gateway Motorsports Park                    | Madison, IL        |
| 11   | 11-13 september | n.n.b.      | Portland International Raceway              | Portland, OR       |
| 12   | 11-13 september | n.n.b.      | Portland International Raceway              | Portland, OR       |
| 13   | 18-20 september | n.n.b.      | WeatherTech Raceway Laguna Seca             | Monterey, CA       |
| 14   | 18-20 september | n.n.b.      | WeatherTech Raceway Laguna Seca             | Monterey, CA       |
| 15   | 23-25 oktober   | n.n.b.      | Stratencircuit Saint Petersburg             | St. Petersburg, FL |
| 16   | 23-25 oktober   | n.n.b.      | Stratencircuit Saint Petersburg             | St. Petersburg, FL |

Afgelaste races naar aanleiding van de coronapandemie
| Datum       | Racenaam | Circuit                         | Locatie            |
| ----------- | -------- | ------------------------------- | ------------------ |
| 14-15 maart | n.n.b.   | Stratencircuit Saint Petersburg | St. Petersburg, FL |
| 4-5 april   | n.n.b.   | Barber Motorsports Park         | Birmingham, AL     |
| 30-31 mei   | n.n.b.   | Belle Isle Park                 | Detroit, MI        |
| 11-12 juli  | n.n.b.   | Stratencircuit Toronto          | Toronto, ON        |

1986 ·
1987 ·
1988 ·
1989 ·
1990 ·
1991 ·
1992 ·
1993 ·
1994 ·
1995 ·
1996 ·
1997 · 
1998 ·
1999 ·
2000 ·
2001 ·
2002 ·
2003 ·
2004 ·
2005 ·
2006 ·
2007 ·
2008 ·
2009 ·
2010 ·
2011 ·
2012 ·
2013 ·
2014 ·
2015 ·
2016 ·
2017 ·
2018 ·
2019 ·
2020 ·
2021 ·
2022 ·
2023 ·
2024 ·
2025

Lijst van coureurs